# Полова дискриминация
Половата дискриминация е форма на неравенство, при която хората се третират по различен начин въз основа на техния пол. По-широкият термин сексизъм представляваа комплекс от предразсъдъци и стереотипи, проява на дискриминация или омраза към хората в зависимост от техния пол, но терминът може да се отнася и до принципното разделение на хората по полов признак. Въпреки че двата термина често се използват като синоними, те имат различни конотации и могат да се различават в зависимост от контекста.
Половата дискриминация се проявява във всички аспекти на живота, включително в семейството, образованието, работното място, медиите и обществените институции. Най-крайната и очевидна форма на полова дискриминация е сексуалният тормоз. Основно проявление на полова дискриминация при упражняване на правото на труд е т.нар. стъклен таван в кариерното развитие на жените.

## Същност на половата дискриминация
Според сексистките представи и предубеждения между половете има базови различия, които предопределят различна социална роля, различна сексуална свобода и различен правен статут за мъжете и жените. Тези теории могат да се отнасят до редица вярвания или модели на мислене:
- убеждението, че единият пол е по-висш от другия;
- бинарност в разбирането за половете: че всеки един човек принадлежи или към мъжкия, или към женския пол, и не може да има никоя от характеристиките на другия;
- произтичащата от горното идея за стереотипизиране на понятието за мъжественост (полова роля) за мъжете (пол) и стереотипизиране на понятието за женственост (полова роля) при жените (пол).
- отношения като мизогинията (женомразство) и мизандрията (мъжемразството);

Сексисткото мислене най-често предполага, че жените са по-добри от мъжете в някои дейности (напр. домакинство, отглеждане на деца, ръкоделие и др.), докато мъжете ги превъзхождат във всички останали области на живота. Като резултат от това на жените се отказва достъп до определени професии, а в някои държави – и въобще до образование, и социална изява.
На законово ниво развитите държави (предимно западни общества) полагат усилия да се борят със сексизмите чрез антидискриминитативни закони, особено по отношение на работното място, тъй като дори в тях, сексизмът е наличен на обществените сфери и социалните стереотипи.

## Обобщение и обособяване
Сексизмът може да бъде обобщен като вид есенциализъм. Според идеите му отделният човек следва да бъде разглеждан и оценяван според общите характеристики на половата група, към която принадлежи, а не според собствените му способности, поведение и капацитет. В резултат от всеки човек се очаква да се вписва напълно в една от двете полови категории — мъжка и женска. Така се обособяват няколко типа сексизъм — насочен срещу женския пол, насочен срещу мъжкия пол, насочен срещу интерсексуалността (хермафродитизма и псевдохермафродитизма), както и срещу транссексуалните. Всеки тип сексизъм има своя история и отговаря на различен тип нетърпимост.
Като есенциалистки, сексистките убеждения почиват на мнението, че хората могат да бъдат разбирани или съдени само въз основа характеристиките на групата, към която принадлежат – в случая според пола си. Тази идея води до заключението, че всички индивиди се „вмъкват“ в моделите, изградени за двата пола и изключва концепцията на интерсексуалността, при която са налични първични полови белези и на двата пола. Освен това се стига до хомогенизиране на групите мъже и жени, като се отхвърля възможността за богата вариативност вътре във въпросните групи. Също така има мъже с хромозомен набор ХХ и жени с хромозобен набор XY, които генетично принадлежат на единия пол, но през време на ембрионалното развитие развиват първични полови белези на противоположния.
Макар че в повечето западни държави половата дискриминация е обявена за противозаконна, почти всички държави по света все още имат закони, които дават или отнемат определени права, задължения и привилегии на единия или другия пол.

## Полова дискриминация в рекламата
През септември 2008 Европейският парламент приема с мнозинство доклада на шведката Ева-Брит Свенсон (евросоциалист) за премахване на сексистките стереотипи в рекламата. Докладът настоява за премахването от учебници, играчки и телевизионни игри, интернет, ТВ реклами на послания, които изразяват полови стереотипи и не зачитат човешкото достойнство. Предложението на депутатката Свенсон обаче няма задължителен характер.

## Сексизъм в езика
Сексизъм в езика е полово неравенство, форсирано от езика (виж речеви актове) или което е закодирано, семантизирано в езика (или и двете). Във втория тип сексизмът може да се проявява като игнориране или пренебрежение на жените, в определени дефиниции или неодобрения/осъждания към жените, които нараняват психически или материално.

### Примери
Пример за сексизъм е изказването на народния представител Кирил Добрев относно твърденията, че жена ще е следващият лидер на БСП, които Добрев коментира с думите „Аз жените ги предпочитам за други работи“.